# Tọa bồ đoàn
Toạ bồ đoàn (zh. 坐蒲團, ja. zabuton), cũng được gọi tắt là Bồ đoàn, là một dụng cụ để Toạ thiền, thường được dồn bằng bông gòn và bọc bằng một lớp vải xanh dương đậm. Toạ bồ đoàn có hình vuông, với kích thước mà một người ngồi thiền trong tư thế Kết già phu toạ vừa đủ ngồi và để hai đùi gối lên.